# Cornelis Kalkman
Cornelis Kalkman ( 1928, Delft, Holanda Meridional, Países Bajos - fallecido en 1998) fue un botánico neerlandés.
Estudió en la Universidad de Leiden, desde febrero de 1956 adscritoal Departamento Forestal (Afdeling Boswezen) en Hollandia, Nueva Guinea Occidental, en 1958 fue trasladado a Manokwari. Salió de Nueva Guinea en septiembre de 1959, y fue nombrado miembro del personal de la Rijksherbarium, Leiden; Ph.D. Leiden (1965); desde septiembre de 1972 Director y profesor de la Universidad de Leiden.

## Honores

### Eponimia
- Dimorphanthera kalkmanii S Leumer fue nombrada en su honor.
- La abreviatura «Kalkman» se emplea para indicar a Cornelis Kalkman como autoridad en la descripción y clasificación científica de los vegetales.[3]